# Jean Thore
Jean Thore (Montaut-les-Créneaux, 13 de octubre de 1762 - Dax, 27 de abril de 1823) fue un médico, botánico, algólogo, pteridólogo, y micólogo francés.
Su familia, de origen escandinavo, se instala en Gascuña desde el siglo XVI. Estudia en el Colegio Jesuita de Auch antes de partir, luego de obtener un bachillerato de artes, a Burdeos para estudiar medicina. Además le enseña botánica François-de-Paule Latapie (1739-1823).
Obtiene su pregrado de medicina en 1786 y se casa en 1788 con Françoise-Amélie Goudicheau.
En 1792, obtiene su licencia de medicina, y parte a instalarse en Teste-de-Buch donde reencuentra a Jean-Baptiste Bory de Saint-Vincent (1778-1846) que se había refugiado por proteger a revolucionarios.
Con su título de médico, Thore es ingresado al servicio médico del ejército el 1 de agosto de 1793 y enviado a Bayonne, permaneciendo bajo las armas hasta el 22 de julio de 1795. Ahora se instala en Dax. Y le protege Jacques-François de Borda d'Oro (1718-1804), miembro influyente de la burgesía de Dax. Thore, al margen del ejercicio de la medicina, toma lecciones de historia natural con Jean Pierre Sylvestre Grateloup (1782-1862).
Se interesa de la naturaleza geológica del suelo y su vinculación con la salud de sus habitantes. Su teoríae de la naturaleza volcánica de la región de Dax, sostenida también por de Borda d’Oro y por Alexandre Brongniart (1770-1847), será refutada por Pierre Bernard Palassou (1745-1830).
Thore se implica en las primeras vacunaciones contra la viruela de su región, y organiza vacunaciones gratuitas. Borda d’Oro, encargado de organizar en 1801 una "Sociedad de Agricultura, comparte responsabilidades con Thore, Jean-Baptiste Grateloup (1735-1817), Charles Dufour (1738-1814), Alexis Basquiat de Mugriet (1757-1844) y Jean-Baptiste Lalanne (1772-?).
Su correspondencia no se limitaba a la región de Dax, lo hacía con René Desfontaines (1750-1831), Christiaan Hendrik Persoon (1755-1837), Jean Louis Auguste Loiseleur-Deslongchamps (1774-1849), Augustin Pyrame de Candolle (1778-1841), Jacques Philippe Raymond Draparnaud (1772-1804), Franz Carl Mertens (1764-1831), Johann Jakob Roemer (1763-1819)...
Espíitu independiente y republicano, no trepidó en oponerse a los aspectos no democráticos del régimen del momento. Esta acción le ocasionó problemas, durante el reinado de Luis XVIII de Francia, imposibilitándole dar lecciones privadas a partir de 1815, que era su recurso económico principal.
En 1819, es obligado a irse de Dax. Se instala en Saint-Vincent-de-Xaintes. Estos graves acontecimientos, más la larga guerra que el da contra la administración, le obligan a restringirse en su actividad científica.

## Publicaciones
- Essai d'une chloris du département des Landes (imprenta de Seize, Dax, 1803)

- Promenade sur les côtes du golfe de Gascogne, ou aperçu topographique, physique et médical des côtes occidentales de ce même golfe (imprenta de A. Brossier, Burdeos, 1810)

- Promenade sur les côtes du golfe de Gascogne, ou aperçu topographique, physique et médical des côtes occidentales de ce même golfe, Bordeaux, imprimerie de A. Brossier, 1810

- Coup d'œil rapide sur les Landes du département de ce nom, 1812

- Plusieurs mémoires dans le Bulletin polymatique du Muséum de Bordeaux

- Souvenirs d'un savant français à travers un siècle 1780-1865, Science et histoire, Paris 1888, 348 pp.

## Honores

### Epónimos
Género
- (Apiaceae) Thorea Briq.[1]

- (Poaceae) Thorea Rouy[2]

Especies
- (Apiaceae) Carum thorei Benth. & Hook.f.[3]

- (Caryophyllaceae) Oberna thorei (Dufour) Holub[4]

- (Caryophyllaceae) Silene uniflora Roth subsp. thorei (Dufour) Jalas[5]

- (Loranthaceae) Tapinanthus thorei (K.Krause) Danser[6]

- (Poaceae) Arrhenatherum thorei (Duby) Des Moul.[7]

## Fuente
- Benoît Dayrat (2003). Les Botanistes et la Flore de France, trois siècles de découvertes. Publicación científica del Museo Nacional de Historia Natural : 690 pp.

- La abreviatura «Thore» se emplea para indicar a Jean Thore como autoridad en la descripción y clasificación científica de los vegetales.[8]